# Piteälvsbron

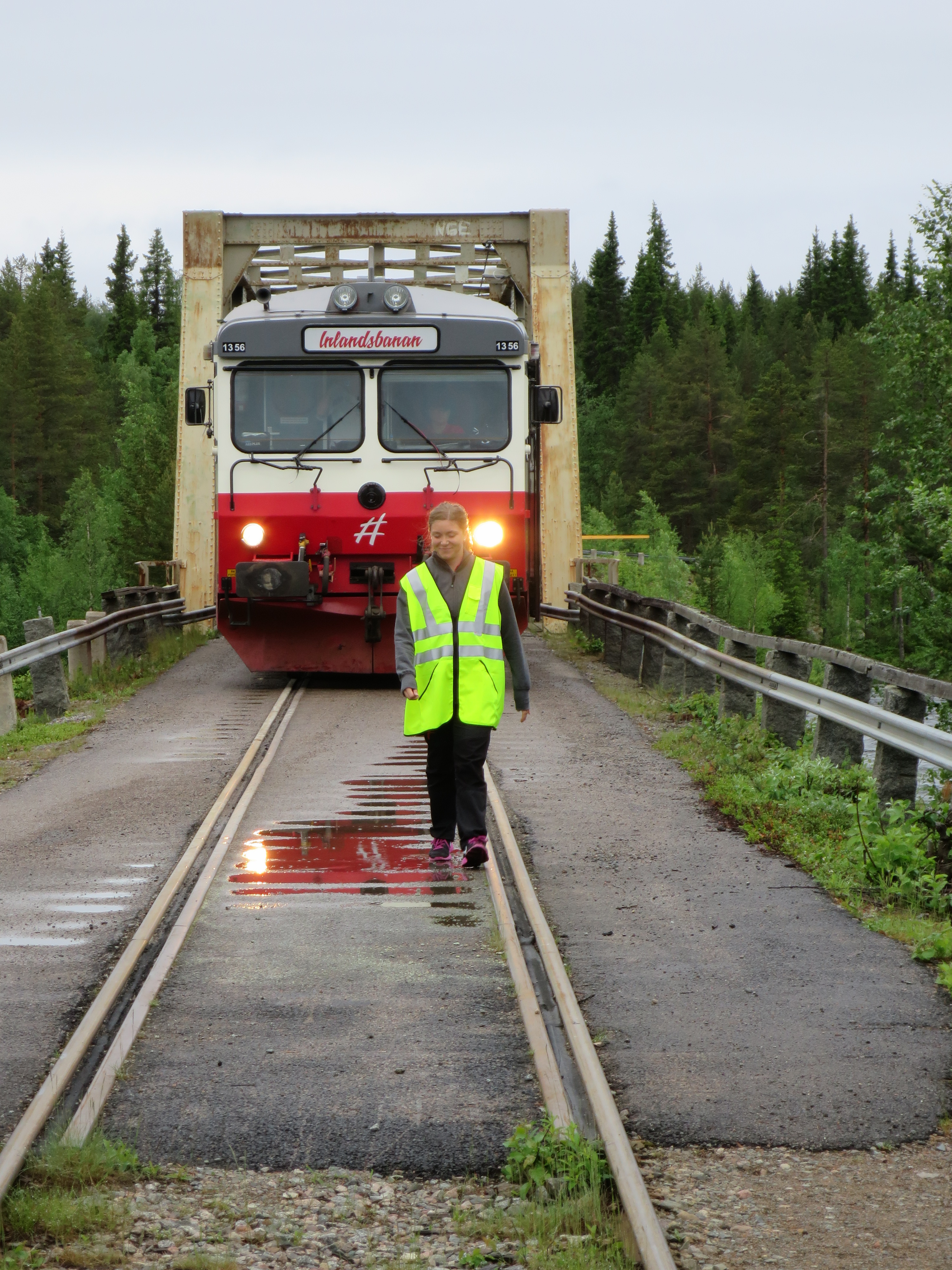
Piteälvsbron

Piteälvsbron är en kombinerad väg- och järnvägsbro över Pite älv  vid Hundforsen 60 kilometer norr om Arvidsjaur i Arvidsjaurs kommun. Bron används både av länsväg BD 638 och Inlandsbanan. Bron har bevakats med brovakter vid olika tillfällen och därefter av tågpersonalen innan all brobevakning försvann under 1960-talet.
Strax norr om bron ligger hållplatsen Piteälvsbron på Inlandsbanan.